# Tinjan
 Tinjan  (olaszul: Antignana) falu és község Horvátországban, Isztria megyében. Közigazgatásilag Brčići, Brečevići, Jakovici, Kringa, Muntrilj, Radetići és Žužići települések tartoznak hozzá.

## Fekvése
Az Isztria középső részén, Pazintól 10 km-re délnyugatra a Pazin – Poreč főút mellett, a mély és termékeny Draga (Lim-völgy) feletti sziklás fennsíkon fekszik. Környékét a hozzá tartozó településekkel együtt Tinjanštinának nevezik.

## Története
Tinjan története során sokáig határvár volt. A római korban „Attinianum” néven Parentium (Poreč) környékét védte a félsziget belsejének nem romanizált népeitől és a Tarsatica (Trsat) felé menő utat ellenőrizte. Első írásos említése III. Sándor pápa oklevelében történt „ecclesia Antoniana” néven. Ezután még 1194-ben és 1225-ben is említik a korabeli források. A középkorban Schwarzenburgi Meinhard pazini birtokainak egyike lett és Pazin várával együtt a goricai grófság része lett. A grófság nyugati határait védte az aquileiai pátriárka birtokaival szemben. 1374-ben Habsburg birtok lett akik falait és tornyait megerősítették és a pazini grófság határát ellenőrizte a velencei területekkel szemben. Fontos szerepet játszott a 14. és a 16. század közötti háborús eseményekben és jelentősége megnőtt. 1578-ban a pazini urbárium már városként (stadt) említi, bár később már csak városkának (stättl) minősítették. Az uszkók háború (1615-1618) idején elfoglalták a velencei hadak és a háborút lezáró madridi béke értelmében még megmaradt falait is lerombolták. 1797-ben a napóleoni háborúk során elfoglalták a franciák, majd  Napóleon bukása után az egész Isztria osztrák uralom alá került és 1825-ben önálló közigazgatási egységgé alakították, melynek székhelye Pazin lett. A településnek 1857-ben 1391, 1910-ben 787 lakosa volt. Az első világháború után a rapallói szerződés értelmében Isztria az Olasz Királysághoz került. A második világháború után Jugoszlávia része lett. Jugoszlávia felbomlása után 1991-ben a független Horvátország része lett. 2011-ben a falunak 408, a községnek összesen 1672 lakosa volt.

## Nevezetességei
- A település legmagasabb pontján áll Szent Simon és Júdás Tádé apostolok tiszteletére szentelt plébániatemploma, amely 1755 és 1762 között épült korai neoklasszicista stílusban barokk és rokokó elemekkel. Barokk kapuzatát 1773-ban építették. Homlokzatán a kapuzat felett középen Szűz Mária, két oldalán Szent Simon és Szent Judás Tádé apostolok szobrai állnak.[3] A templomot 1895-ben renoválták. Különálló órás harangtornya 28 méter magas.
- Szent Kereszt tiszteletére szentelt temetőkápolnája a 13. században épült román stílusban. 1728-ban és 1894-ben átépítették. 1980-ban megújították. Mellette található a szintén 1894-ben épített tinjani kálvária.[4]
- A település központjában áll az egykori isztriai városi egyesület és zsupáni szék a ladonja épülete. Itt található az 1670-ben épített árkádos, ciszternás Depier-ház. Kissé arrébb az utcában áll  régi tinjani iskola a Casamara épülete. Mellette áll az egykori poreči és trieszti püspök Juraj Dobrila (1812-1882) emlékműve, aki a közeli Ježenj faluban született és itt folytatta tanulmányait.[2] A régi patinás kocsma a Konoba Điđi mellett áll a neves nyelvész és lexikoníró Josip Voltić (1750-1825) szülőháza.[4] A völgybe vezető úton álló Nepomuki Szent János szobor azon a hely áll, ahol az egykori vár kapujához vezető híd vezetett át.[4]
- A település védőfalaiból mára semmi sem maradt, kivéve a Draga feletti támfalat.

## Lakosság
| Lakosság változása | Lakosság változása | Lakosság változása | Lakosság változása | Lakosság változása | Lakosság változása | Lakosság változása | Lakosság változása | Lakosság változása | Lakosság változása | Lakosság változása | Lakosság változása | Lakosság változása | Lakosság változása | Lakosság változása | Lakosság változása |
| ------------------ | ------------------ | ------------------ | ------------------ | ------------------ | ------------------ | ------------------ | ------------------ | ------------------ | ------------------ | ------------------ | ------------------ | ------------------ | ------------------ | ------------------ | ------------------ |
| 1857               | 1869               | 1880               | 1890               | 1900               | 1910               | 1921               | 1931               | 1948               | 1953               | 1961               | 1971               | 1981               | 1991               | 2001               | 2011               |
| 1391               | 1438               | 656                | 684                | 702                | 787                | 1825               | 1636               | 641                | 631                | 538                | 481                | 461                | 435                | 396                | 408                |